# Paulo Londra
Paulo Ezequiel Londra (Córdoba, 12 de abril de 1998) es un cantante y compositor argentino. Londra surgió de las competencias de freestyle de plaza que se celebraban de forma amateur, como El Quinto Escalón, donde adquirió reconocimiento por su particular estilo de rapear. En 2017, lanzó su primer sencillo «Relax» y adquirió notabilidad por su canción «Condenado para el millón». En 2018, se convirtió en el artista argentino con más reproducciones en Spotify y YouTube gracias a sus sencillos «Adán y Eva», «Nena maldición» y «Chica paranormal», y sus colaboraciones «Cuando te besé» con Becky G y «Te amo» con Piso 21.
En 2019, Londra lanzó los sencillos «Forever Alone», «Por eso vine», «Tal vez» y «Solo pienso en ti» (con De la Ghetto y Justin Quiles), que terminarían de conformar su lista de sencillos para el estreno de su primer álbum de estudio Homerun, que fue nominado como álbum del año en los Premios Gardel y logró alcanzar el primer puesto en la lista de álbumes de Argentina. Sin embargo, en 2020, se vería involucrado en una disputa legal con Ovy on the Drums y Big Ligas, ya que lo vincularon hasta 2025 con la discográfica Warner Music sin su consentimiento. Esto produjo que el cantante no pudiera lanzar música hasta la resolución de su contrato con el sello en 2022.
Tras la conclusión del juicio con su antigua disquera, Londra publicó su segundo álbum de estudio Back to the Game (2022), que fue precedido por el lanzamiento del sencillo «Plan A» que marcó su regreso a la música y debutó en la cima del Argentina Hot 100. Su trabajo fue nominado nuevamente a los premios Carlos Gardel en la categoría mejor álbum urbano y colaboró con el productor Bizarrap en la canción «Paulo Londra: BZRP Music Sessions, Vol. 23», que se convirtió en su cuarto sencillo número uno en Argentina.

## Biografía
Paulo Londra nació en Córdoba, Argentina, el 12 de abril de 1998. Hijo de un padre gendarme, y de una madre ama de casa, Paulo nunca tuvo ningún estímulo musical hasta que a los 11 años vio la película Ocho millas, protagonizada por el rapero Eminem, gracias a una recomendación de su hermana, que lo integró por completo en el mundo del rap y el hip-hop.
Durante su infancia, confesó haber sufrido bullying por intentar representar el estilo de los raperos, hasta que interpretó un freestyle por el día del maestro, donde logró ganarse el respeto de todos los que lo molestaban y de los que no. En su adolescencia practicó baloncesto y se vio influenciado por los vídeos de YouTube que miraba sobre Eminem y las batallas de rap de competencias populares de plaza en Argentina, como el Halabalusa o El Quinto Escalón. A raíz de eso Paulo empezó a ganar popularidad por asistir a competencias que estaban creciendo en auge, como El Quinto Escalón, La Rebeldía de los Dioses, entre otros.
A los 12 años se presentó por primera vez en una competencia de freestyle, en un torneo conocido como Sin Escritura que se celebraba en la plaza de su ciudad. Sin embargo, Paulo Londra confesó que no le iba bien en las batallas de rap, ya que en esas competencias solían triunfar los raperos que tiraban las barras más agresivas, y él demostraba otro tipo de estilo más pacífico, melódico y técnico. Luego de finalizar el secundario, estudió dos años de derecho en la universidad en paralelo a su hobbie de componer canciones y participar en batallas de rap.

## Carrera musical

### 2017-2018: inicios y consolidación
En enero de 2017, Londra inició su carrera musical cuando lanzó su sencillo debut «Relax», producido por Alan Tejeda que se desempañaba como DJ en sus presentaciones y quien subió el tema musical a YouTube y Spotify, y luego de unos meses la canción logró alcanzar las 15 millones de visualizaciones. Desde entonces, Londra empezó a componer y continuó lanzando canciones de forma independiente, entre ellas «Confiado y tranquilo» y «Me tiene mal» que también lograron muchas reproducciones. Durante esa época, participó de una batalla contra el trapero Duki en el Quinto Escalón, convirtiéndose en uno de los encuentros más míticos en la historia de las competencias de rap en Argentina, ya que en ese momento ambos artistas representaban los sencillos más exitosos entre los participantes del evento, con «Relax» de Londra y «No vendo trap» de Duki.
Gracias al éxito de sus primeros sencillos, Londra recibió la propuesta de un contrato por parte de una discográfica multinacional, aunque decidió rechazar la oferta. Más tarde, viajó a Colombia para trabajar con el productor musical Ovy on the Drums y el emprendedor Cristian «Kristoman» Salazar, creando entre los tres la discográfica independiente Big Ligas. El primer sencillo, de la que serían las frecuentes colaboraciones entre Londra y Ovy, fue «Condenado para el millón» que lanzado en diciembre de 2017 y alcanzó el primer puesto en la lista de Spotify de los artistas argentinos más reproducidos en la plataforma.
Su siguiente sencillo, «Nena maldición», con la colaboración del cantante puertorriqueño Lenny Tavárez, fue lanzado el 29 de enero de 2018 y alcanzó el noveno puesto en la lista de las 50 canciones más escuchadas de Argentina en Spotify e ingresó a la lista de las 20 tendencias más importantes de Latinoamérica, convirtiéndolo a Londra en el artista argentino más escuchado de la plataforma. Debido a este desempeño, fue su primera canción que comenzó a aparecer en las diferentes listas de éxitos musicales, logrando la posición número seis en el ranking de CAPIF y permaneció durante catorce semanas en el conteo del Argentina Hot 100. Desde entonces, la canción recibió la certificación de doble disco de platino en Argentina y triple disco de platino en los Estados Unidos. En abril de 2018, Londra fue telonero de Enrique Iglesias en una fecha de su gira All the Hits Live en el Estadio GEBA.
Luego, participó en una colaboración, lanzada el 15 de mayo de 2018, con la banda colombiana Piso 21 en la canción «Te amo», que resultó ser un éxito comercial en América Latina, especialmente en Argentina y Colombia, donde alcanzó la certificación de un disco de platino. Después, en mayo de ese año, publicó su canción en solitario «Dímelo» que logró la quinta posición en la lista de CAPIF  y recibió un disco de platino en Argentina. El 4 de junio, Londra publicó su primer mixtape titulado Dímelo, en el cual recopiló sus primeras canciones lanzadas en 2017, pero a mediados del 2019 el álbum recopilatorio fue removido de las tiendas digitales. Ese mes, se embarcó en su primera gira de conciertos, Leones Con Flow Tour, para promover aún más su mixtape, con espectáculos en varios países de América Latina.
Después, en julio de 2018, lanzó su cuarto sencillo «Chica paranormal» que se posicionó en el quinto puesto de CAPIF y fue certificado con un disco de platino. Posteriormente, en agosto, colaboró con la cantante estadounidense Becky G en el sencillo «Cuando te besé», que se convirtió en la primera canción en debutar en la posición número 1 del listado Billboard Argentina Hot 100 y permaneció por varias semanas, mientras que en los Estados Unidos alcanzó el puesto 45 en la lista Hot Latin Songs. Ese mismo mes, fue el tercer artista argentino en ingresar a la lista del Billboard Social 50, luego de Lali y Tini.
En octubre de 2018, llenó el teatro Gran Rex en cuatro fechas que realizó. En noviembre, lanzó el sencillo «Adán y Eva», que alcanzó el puesto número uno del Billboard Argentina Hot 100 y ganó el premio Gardel a la mejor canción/álbum de música urbana. El sencillo significó el primer éxito global de Londra, logrando ocupar la primera posición en las principales listas de Costa Rica, Ecuador, Perú y Uruguay, mientras que en el mercado musical europeo ingresó en las listas de Bélgica, España, Italia y Portugal, siendo su primera canción en ubicarse en estos territorios. Según un informe de la compañía S-Money, «Adán y Eva» fue la décima canción en el mundo que más dinero generó, recaudando más de tres millones de dólares y a su vez fue el artista argentino más escuchado a nivel mundial en Spotify en ese año.

### 2019-2020:Homeruny conflicto con Big Ligas

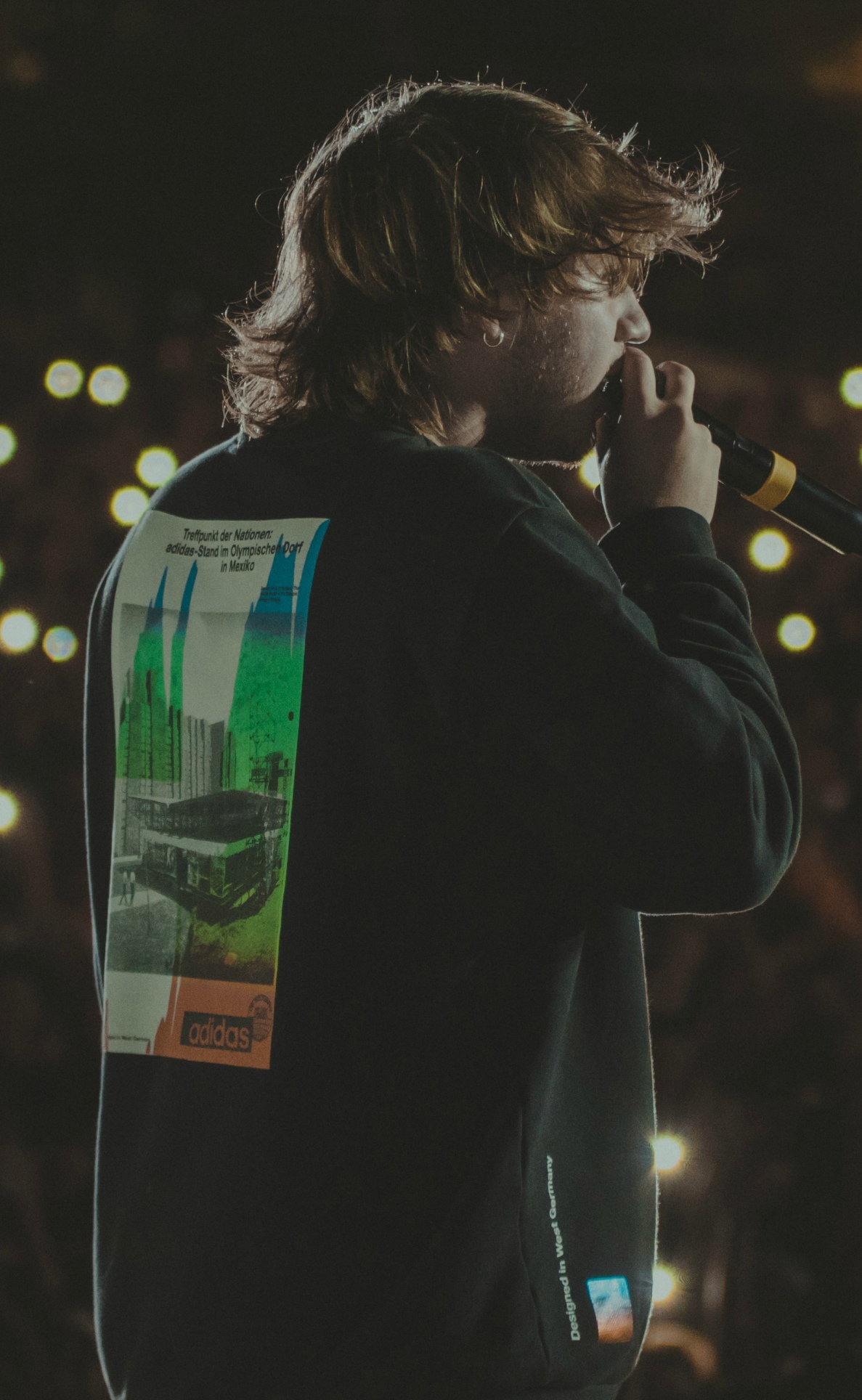
Paulo durante un concierto en Mendoza en febrero de 2019.

Tras el éxito comercial de su sencillo «Adán y Eva», Paulo publicó, el 14 de febrero de 2019, la canción «Forever Alone», que se ubicó en el puesto 16 del Argentina Hot 100 y alcanzó la certificación de oro por parte de CAPIF. En marzo de ese año, Londra fue anunciado como uno de los artistas principales de la grilla del Lollapalooza Argentina junto a Kendrick Lamar y Lenny Kravitz, lo que generó polémica entre la crítica especializada, y en ese mismo festival estuvo presentándose con el productor y DJ estadounidense Steve Aoki. En abril, Londra lanzó al mercado musical su séptimo sencillo «Tal vez», que llegó a la posición número 2 del Argentina Hot 100, teniendo, además, un notable desempeño en otras listas de éxito musicales, donde ingresó al top 10 en varios países hispanohablantes, siendo acreedor de un disco de oro en Argentina y tres discos de platino en España.
Previo al lanzamiento de su álbum de estudio debut, Londra estrenó el 14 de mayo el sencillo «Sólo pienso en ti», que implicó una colaboración con los cantantes estadounidenses De La Ghetto y Justin Quiles. La canción se posicionó en el puesto 11 del Argentina Hot 100 y fue certificado con un disco de oro en Chile y España. Finalmente, el 23 de mayo, se produjo la salida de su álbum Homerun, con el cual incursionó en diversos géneros musicales del trap y reguetón, pero algunos críticos lo describieron como «repetitivo» y «monótono». Sin embargo, el álbum fue bastante exitoso y vendió más de tres mil unidades en su primera semana. Gracias a esto, Homerun se ubicó en la primera posición de los discos más vendidos en Argentina, mientras que en España y Chile alcanzó el puesto 3, en México se ubicó en el cuarto puesto y en los Estados Unidos debutó en la posición número 12 del Top Latin Albums. De esta manera, el álbum logró vender un total de 185.000 mil copias solamente en el territorio estadounidense y recibió el galardón de doble disco de diamante en Argentina, convirtiendo a Londra en uno de los pocos artistas argentinos en adquirir este reconocimiento. Más tarde, Homerun recibió dos nominaciones a los premios Carlos Gardel en las categorías álbum del año y mejor álbum de música urbana.
Luego de la publicación de Homerun, Londra lanzó «Por eso vine», el 27 de junio, como el último sencillo del álbum, alcanzando la posición 16 en el Argentina Hot 100 y fue certificado en España con un disco de platino. Poco después, en apoyo a su álbum, inició su segunda gira de conciertos, Homerun Tour, con la cual logró agotar todas las entradas de sus fechas anunciadas en América Latina y España. En julio de 2019, Londra apareció como artista invitado en el álbum No. 6 Collaborations Project del cantante británico Ed Sheeran, con quien colaboró en la canción «Nothing on You», que también contó con la participación del rapero británico Dave. En septiembre de ese año, Londra lanzó el sencillo «Party», una colaboración con el rapero y productor estadounidense A Boogie wit da Hoodie, ofreciendo un sonido relacionado más al R&B, que originalmente se suponía que marcaría el nuevo concepto musical de Londra para su siguiente álbum bajo el sello de Big Ligas. Posteriormente, fue nominado a mejor artista nuevo en los premios Grammy Latino.
El 20 de enero de 2020, Londra concluyó su gira en el Festival Nacional de Doma y Folklore y los conciertos restantes en México y Colombia debieron ser cancelados debido a la pandemia por COVID-19. En mayo de ese año, luego de la misteriosa inactividad musical de Londra, se hizo público un conflicto entre el artista y su disquera Big Ligas a través de Instagram, en donde se acusaba a Ovy on the Drums y Kristoman de manipular el contrato de Londra y estafarlo para tener los derechos de sus canciones sin el consentimiento de este último. Londra luego publicaría una carta abierta en donde daría a conocer los motivos del conflicto, alegando que le hicieron firmar con Warner Music sin su consentimiento para grabar su primer álbum, y que lo estafaron para hacerle firmar un contrato que lo ligaba a Big Ligas hasta 2025. Esto produjo que Paulo no pudiera lanzar más música hasta que pudiera solucionar el caso judicial que empezaron a llevar adelante sus abogados para poder rescindir su contrato con Warner y Big Ligas.

### 2021-2023: retorno a la música,Back to the Gamey pausa
En septiembre de 2021, se empezó a rumorear que Londra podría haber ganado su juicio ante Big Ligas. El 11 de noviembre de 2021, se hizo oficial que Londra ganó su conflicto legal ante la discográfica y Ovy on the Drums. El 10 de marzo de 2022, Warner Music Latina confirmó que Londra firmó contrato con ellos. El 17 de marzo, Londra anunció un nuevo sencillo para el 23 de marzo. El 23 de marzo de 2022, estrenó su sencillo «Plan A», el cual debutó en el puesto 1 de la lista Argentina Hot 100 de Billboard en su primera semana de lanzamiento. El 6 de abril de 2022, estrenó otro sencillo llamado «Chance» Unos días más tarde, el 25 de abril de 2022, lanzó su «BZRP Music Sessions» junto a Bizarrap, ya que se reservó el número «23» tras su conflicto con la discográfica Big Ligas.
Luego de dos meses en silencio, el 30 de junio de 2022, estrenó una canción llamada «Nublado», en la que refuerza el sonido pop punk que ya había desplegado en «Plan A». Media hora después de su lanzamiento, publicó de manera sorpresiva otro sencillo denominado «Luces», una canción de música electrónica con toques de house, funk brasileño y rap; demostrando una vez más el amplio rango de estilos que maneja Londra.
El 25 de julio de 2022, lanzó de manera exclusiva en la plataforma de música en streaming Amazon Music «Toc Toc», un sencillo de corte freestyle que cuenta con la producción del reconocido rapero, compositor y DJ estadounidense Timbaland, quien ya ha colaborado con artistas como Michael Jackson, Madonna, Rihanna, Justin Timberlake, 50 Cent, entre otros. Además, anunció el lanzamiento de una serie de canciones con sus respectivos videos musicales destinados a estrenarse un jueves distinto cada uno, siendo el primero la canción «Cansado», el 28 de julio del 2022, un sencillo que combina varios géneros como el R&B, hip hop, trap y EDM; en colaboración con Joaqo, artista urbano y miembro de la reconocida crew de freestyle rap Leones con Flow y amigo de la infancia de Londra. El 4 de agosto de 2022 fue el turno de «Julieta», una canción suave de estilo reguetón y letra romántica. El 11 de agosto de 2022, se estrenó «Noche de novela», un sencillo que combina R&B alternativo y future bass. La canción cuenta con la colaboración de Ed Sheeran.
El 14 de septiembre de 2022 es el día del lanzamiento de «Party en el barrio», entre Londra y el artista urbano Duki, en la cual ambos hacen referencia en las «barras» (letra) y sonido a su juventud y sus inicios en la música, el trap y el hip hop. Casi dos meses después del lanzamiento de su último sencillo, Paulo estrenó «A veces», una colaboración con el artista y productor colombiano Feid. La canción tiene sonidos muy frescos, con bases principales de reguetón y pop latino. Poco después, lanzó el remix del tema musical «The World is Yours to Take», una colaboración con el rapero estadounidense Lil Baby, la cual fue patrocinada por Budweiser. El sencillo es una reversión de la canción «Everybody Wants to Rule the World» de la banda inglesa Tears for Fears y fue incluida en la banda sonora del Mundial de Catar como una de las canciones oficiales del evento.
El 23 de noviembre de 2022, Londra lanzó su segundo álbum de estudio titulado Back to the Game, el cual contó con colaboraciones especiales como las del rapero argentino Lit Killah en el sencillo «Necio», y también la del célebre baterista y productor estadounidense Travis Barker, integrante de la exitosa banda de punk rock Blink 182, en la remezcla de «Nublado». El álbum recibió la nominación a mejor álbum de música urbana en los premios Carlos Gardel.
Durante el 2023, se generó incertidumbre sobre la inactividad laboral de Londra con respecto a su carrera musical luego de su esperado regreso. En julio de ese año, Londra realizó su única aparición pública en la presentación de Lionel Messi en el Inter de Miami, donde ofreció un show breve interpretando algunas de sus canciones más conocidas. En consecuencia de esto, en octubre de 2023, Londra reveló en su canal de difusión de Instagram que estaba tomándose un tiempo para componer nueva música junto a su productor Federico Vindver y NaisGai en Miami. Por otra parte, en el medio de este proceso, expresó que estuvo tratando de encontrarse a sí mismo para buscar nuevos sonidos musicales que lo desafíen como artista, como así también sentirse con seguridad y disfrutar ese camino de autodescubrimiento.

### 2024-presente: Cambio de sello discográfico y regreso a los escenarios
En marzo de 2024, luego de un año entero sin publicar música, se informó que Londra firmó un contrato con el sello discográfico independiente Dale Play Records, dando inicio a una nueva etapa en su carrera. Al mes siguiente, se dio a conocer que Londra también firmó con la agencia internacional WME (William Morris Endeavor) para la representación mundial de sus giras musicales. Después, Londra confirmó nuevamente su regreso a la música con el lanzamiento del sencillo «Posdata», que fue publicado el 30 de mayo de 2024. Luego, lanzó su segundo sencillo «Paracaídas», un reguetón romántico producido por Big One y estrenado el 13 de junio.
A mediados de julio de 2024, Londra volvió a los escenarios, presentándose en varios recintos de España, siendo su primera fecha en el Estadio Santiago Bernabéu de Madrid durante el evento La Velada del Año, después ofreció un concierto en la sala Razzmatazz en Barcelona y cerró su recorrido europeo con su aparición sorpresa en el Festival Boombastic en Asturias. Su siguiente sencillo fue «Princesa», un cuarteto en colaboración con Luck Ra y Valentino Merlo, que fue publicada el 12 de septiembre. Poco después, Londra anunció que visitaría México, donde actuó en el Foro Puebla y en el Pepsi Center WTC, cuyas entradas se agotaron en dos minutos. El 3 de octubre de 2024, lanzó el sencillo «Recién soltera», una canción con la cual incursionó en el merengue. Luego, Londra formó parte del lanzamiento de una serie de colaboraciones musicales, que incluyeron «Que hicimo'» con Rusherking, «Protagonista» con Lit Killah y «Perreito pa llorar» con Lola Índigo.
Londra comenzó el 2025 con la publicación de la colaboración «A 200», una remezcla con los artistas chilenos King Savagge, Bayron Fire y Jairo Vera, que también contó con la participación de Luck Ra y Lit Killah. Poco después, lanzó el sencillo «Itamambuca» con la cantante Luisa Sonza, que significó su primera canción con sonidos del funk brasileño. El 6 de marzo de 2025, Londra publicó su primer EP titulado Versus que marcó su regreso a los sonidos del trap. Posteriormente, se embarcó nuevamente en su gira de conciertos homónima, después de cuatro años de no hacerlo, presentándose en España y México durante los meses de abril y mayo de 2025. Seguido a esto, Londra colaboró con María Becerra en el sencillo «Ramen para dos», una canción de R&B latino con estética japonesa lanzada el 8 de mayo de ese mismo año.

## Estilo musical
Si bien en sus inicios Londra comenzó haciendo rap, actualmente tiene un amplio espectro musical de géneros varios entre los que se encuentra el hip hop, pop rock, trap latino, reggaeton, pasando por algunas baladas. Otra particularidad que lo distingue de la mayoría de los exponentes urbanos es que, a diferencia de ellos, Londra evita tocar temas tales como violencia, misoginia, insultos o drogas en sus canciones, y habla más de temas como amistad, romances, soledad y Dios. Entre sus influencias más renombradas, él mismo suele decir que toma a Eminem como su máxima inspiración, aunque otros artistas como Fianru y Movimiento Original también fueron mencionados como inspiraciones en su música. Además expresó vía Instagram en varias oportunidades su fanatismo por la cantante canadiense Avril Lavigne.

## Vida personal
El 8 de abril de 2020, a través de una publicación en sus redes sociales, Londra indicó que sería padre junto a su pareja de aquel entonces, Rocío Moreno. El 17 de julio, nació su primera hija, Isabella, en una clínica de la ciudad natal del cantante. A inicios de 2022, Londra y Moreno confirmaron su separación durante un segundo embarazo. El 21 de febrero de 2022, nació la segunda hija del cantante, Francisca.

## Discografía
| Álbumes de estudio - 2019: Homerun - 2022: Back to the Game | Extended play - 2025: Versus |

## Giras musicales
- Leones Con Flow Tour (2018)
- Homerun Tour (2019-2020)
- Paulo Londra Tour 2025 (2025-2026)

## Premios y nominaciones
Londra recibió numerosos premios por su trabajo musical; incluyendo dos Premios Gardel por mejor canción de música urbana/trap y mejor colaboración de música urbana/trap. Sus otros reconocimientos incluyen un premio Jerónimo Luis de Cabrera y un Premios MTV Miaw. Además, se convirtió por dos años consecutivos (2018 y 2019) en el artista argentino más escuchado a nivel mundial en Spotify y YouTube. Asimismo, en el año 2019, recibió una nominación como mejor nuevo artista en los Premios Grammy Latinos, categoría que lamentablemente no se pudo llevar.